# Il clan dei due Borsalini
Il clan dei due Borsalini è un film italiano del 1971 diretto da Giuseppe Orlandini.

## Trama

Pierino (Marco Vegliante) e suo padre (Nello Appodia) in una scena del film

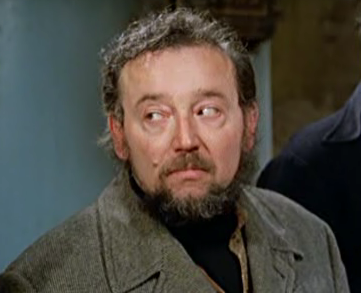
Enzo Andronico in una scena del film

Franco Franchetti, trentasettenne padre di famiglia, si iscrive alla scuola media per conseguire la relativa licenza e si guadagna il favore del prof. Ingrassini, insegnante di italiano e latino, che dopo un momento di dubbio apprezza la buona volontà dell'uomo. Franchetti dice di lavorare in una villa fuori città come guardiano notturno ma in realtà è un ladro di professione che ha messo su una scuola per insegnare tale attività. Lo scopo della sua iscrizione è quindi quello di compilare una pianta dettagliata della scuola, allo scopo di stabilire un piano per penetrare in un'attigua gioielleria.
Franchetti ha preparato il colpo come prova d'esame per i suoi allievi, ed essendo la sua tecnica ben conosciuta dalla polizia approfitta del prof. Ingrassini per crearsi un alibi. Con la scusa di farsi dare delle lezioni nella notte stabilita per il colpo lo invita in una villa isolata dove gli fa credere di svolgere il suo lavoro di guardiano. L'apparizione di un fantasma dapprima li terrorizza e poi li costringe alla fuga, ma durante la concitazione l'insegnante ha intuito la verità, ed inizia a chiedere spiegazioni al suo allievo.
Intanto gli allievi della scuola, male interpretando la pianta disegnata da Franco, hanno fallito il colpo perforando la parete sbagliata. Con la compagnia forzata del professore Franco li raggiunge ma non riesce a capire come siano andate le cose. Inizia così un inseguimento col palo del gruppo, che per timore di raccontare la verità fa di tutto per non farsi raggiungere, ma a seguire i due è anche la polizia. Creduto ladro per un equivoco, infatti, Ingrassini è stato notato in compagnia di Bruna, cognata di Franco, e viene tenuto sotto sorveglianza. Alla fine saranno proprio loro a pagare per tutti.